# Eoacanthocephala
Eoacanthocéphales
Classe
Les Eoacanthocephala sont une classe d'acanthocéphales. Les  acanthocéphales sont des vers à tête épineuse, c'est-à-dire de petits animaux vermiformes. Ils sont parasites de vertébrés et sont caractérisés par un proboscis rétractable portant des épines courbées en arrière qui leur permet de s'accrocher à la paroi intestinale de leurs hôtes.

## Liste des ordres
- Gyracanthocephala Van Cleve, 1936
- Neoechinorhynchida Ward, 1917